# Hexagone (film)
Pour les articles homonymes, voir Hexagone (homonymie).
Pour plus de détails, voir Fiche technique et Distribution.
Hexagone est un film français réalisé par Malik Chibane, sorti en 1994.

## Fiche technique
- Titre français : Hexagone
- Réalisation : Malik Chibane
- Scénario : Malik Chibane
- Pays d'origine :  France
- Langue : français
- Date de sortie : 1994

## Distribution
- Jalil Naciri : Slimane
- Mahmoud Zemmouri : le père